# イトゥメレング・クーン
イトゥメレング・アイザック・クーン（Itumeleng Khune, 1987年6月20日 - ）は、南アフリカ・ベンタースドープ出身のサッカー選手。ポジションはGK。

## 経歴
1999年からカイザー・チーフスFCで活動し、2004年よりプロとなる。デビューシーズンにリーグ優勝を果たし、2007-08シーズンにはリーグ最優秀選手に選ばれた。
2008年より南アフリカ代表として出場している。2010年にはワールドカップに出場したが、2戦目のウルグアイ戦で一発退場となった。
2016年にはリオデジャネイロオリンピックにオーバーエイジ枠で出場した。

## 所属クラブ
- 2004-  カイザー・チーフスFC

## 代表歴

### 出場大会
- 南アフリカ代表
  - 2010 FIFAワールドカップ

### 試合数
- 国際Aマッチ 91試合 0得点（2008年-2018年）[1]

| 南アフリカ代表 | 国際Aマッチ | 国際Aマッチ |
| 年             | 出場        | 得点        |
| -------------- | ----------- | ----------- |
| 2008           | 10          | 0           |
| 2009           | 10          | 0           |
| 2010           | 14          | 0           |
| 2011           | 6           | 0           |
| 2012           | 8           | 0           |
| 2013           | 14          | 0           |
| 2014           | 2           | 0           |
| 2015           | 10          | 0           |
| 2016           | 7           | 0           |
| 2017           | 5           | 0           |
| 2018           | 5           | 0           |
| 通算           | 91          | 0           |